# Joel Schneidmiller
Joel Schneidmiller (* 26. April 1999) ist ein US-amerikanischer Volleyballspieler. Seit 2023 spielt er bei den WWK Volleys Herrsching.

## Karriere
Schneidmiller spielte als Kind mit seinem Vater Beachvolleyball in Santa Cruz. Als Zwölfjähriger kam er 2011 zum Bay to Bay Volleyball Club. 2013 wurde er erstmals in die Nachwuchs-Nationalmannschaft der Vereinigten Staaten berufen. Von 2014 bis 2017 war er zusätzlich im Team der Saratoga High School aktiv. Parallel spielte er auch Basketball. Anschließend studierte er von 2018 bis 2021 an der UC Irvine und spielte in der Universitätsmannschaft. 2021 wechselte der Außenangreifer zum niederländischen Erstligisten Abiant Lycurgus Groningen. 2023 wurde er vom deutschen Bundesligisten WWK Volleys Herrsching verpflichtet.